# Flowers (album av Ace of Base)
Flowers är ett musikalbum av Ace of Base. Det släpptes i juli 1998 och möttes av blandade recensioner. I Europa sålde albumet bra, också i Kanada och Japan medan det floppade i USA. I USA, Kanada och Japan heter albumet Cruel Summer och innehåller två nya låtar samt ommixade versioner av materialet. 
Albumet spelades in under åren 1997 - 1998. En del av låtarna spelades in i Jonas egen studio The Barn men också i andra studior runt om i Sverige bland annat i Abba:s gamla studio Polar. 
Jonas Berggren skrev merparten av låtarna på albumet och fortsatte sitt samarbete med producenten Douglas Carr. Ulf Ekberg fick med två låtar på albumet ("I Pray" och "Don't Go Away") och Jenny Berggren fick med en låt ("He Decides"). Charles Fisher, som bland annat har jobbat med Savage Garden, var också med och jobbade på skivan. 
Första singeln ut från albumet var "Life Is a Flower" som snabbt blev en stor radiohit och försäljningsframgång. I England sålde singeln i mer än 260 000 exemplar. I USA släpptes aldrig "Life Is a Flower" eftersom Arista Records ansåg att låten var för europeisk. Texten blev därför omskriven till "Whenever You're Near Me" och släpptes som singel nummer två i USA efter "Cruel Summer". Singeln floppade dock på grund av en slarvig reklamkampanj från Arista Records och att låten aldrig fick en video. Efter "Whenever You're Near Me" släpptes inte fler singlar från Flowers i USA. 
Andra singeln var covern på Bananaramas "Cruel Summer". Singeln blev en topp tio-hit i USA, England och Kanada och en radiohit i resten av världen. 
Ytterligare två singlar släpptes i Europa - "Travel To Romantis" och "Always Have, Always Will". Den senare var framgångsrik i England och såldes i mer än 135 000 exemplar. "Every Time It Rains" släpptes också som singel i England och nådde plats nummer 22. 
Ace of Base gjorde en världsomfattande promotionturné och besökte Sverige, Danmark, Finland, Spanien, England, Belgien, Tyskland, Portugal, Ryssland, Holland, Frankrike, Italien, Polen, Schweiz, Taiwan, USA, Argentina och Brasilien.
Flowers har sålts i ungefär 3 miljoner exemplar, merparten är sålda i Europa och Asien. 

## Låtlista

### Flowers

#### Europa
| Nr  | Titel                              | Kompositör                                                           | Producent(er)                                                   | Längd |
| --- | ---------------------------------- | -------------------------------------------------------------------- | --------------------------------------------------------------- | ----- |
| 1.  | Life Is a Flower                   | Jonas Berggren                                                       | P. Adebratt, T. Ekman, Jonas Berggren                           | 3:47  |
| 2.  | Always Have, Always Will           | Jonas Berggren, Mike Chapman                                         | Ole Evenrude                                                    | 3:46  |
| 3.  | Cruel Summer (Cutfather & Joe Mix) | Sara Dallin, Keren Woodward, Steve Jolley, Tony Swain, Siobhan Fahey | Cutfather & Joe                                                 | 3:35  |
| 4.  | Travel to Romantis                 | Jonas Berggren                                                       | Jonas Berggren, Johnny Jam & Delgado                            | 4:10  |
| 5.  | Adventures in Paradise             | Jonas Berggren, Joe Belmaati, Mike Hansen                            | Cutfather & Joe                                                 | 3:32  |
| 6.  | Dr. Sun                            | Jonas Berggren                                                       | Jonas Berggren, D. Carr, J. Amatiello                           | 3:35  |
| 7.  | Cecilia                            | Jonas Berggren                                                       | P. Adebratt, T. Ekman, Jonas Berggren                           | 3:55  |
| 8.  | He Decides                         | Jenny Berggren                                                       | D. Carr, Peo Hägström                                           | 3:09  |
| 9.  | I Pray                             | Ulf Ekberg, John Ballard                                             | Charles Fisher, Ulf Ekberg                                      | 3:16  |
| 10. | Tokyo Girl                         | Jonas Berggren, Billy Steinberg, Ralph McCarthy                      | Johnny Jam & Delgado                                            | 3:36  |
| 11. | Don't Go Away                      | Ulf Ekberg, John Ballard                                             | Charles Fisher, Ulf Ekberg                                      | 3:41  |
| 12. | Captain Nemo                       | Jonas Berggren                                                       | D. Carr, Jonas Berggren, John Amatiello                         | 4:02  |
| 13. | Donnie                             | Jonas Berggren                                                       | D. Carr, Jonas Berggren, John Amatiello                         | 4:39  |
| 14. | Cruel Summer (Big Bonus Mix)       | Sara Dallin, Keren Woodward, Steve Jolley, Tony Swain, Siobhan Fahey | Stephen Hague, Jonas Berggren, Ulf Ekberg, Johnny Jam & Delgado | 4:07  |

På en nyutgåva i Storbritannien ersattes "Cecilia" av "Cecilia (Ole Evenrude Mix)" och "Cruel Summer (Big Bonus Mix)" av "Everytime It Rains"

#### Australien
1. "Cruel Summer (Cutfather & Joe Mix)"
2. "Donnie (Ole Evenrude Edit)"
3. "Whenever You're Near Me"
4. "Everytime It Rains"
5. "Adventures In Paradise"
6. "Don't Go Away"
7. "Cecilia"
8. "He Decides (amerikansk albumversion)"
9. "Always Have Always Will"
10. "Tokyo Girl"
11. "Travel to Romantis (Larossi Radio Edit)"
12. "Cruel Summer (Aqua Mix)" (aka Big Bonus Mix)
13. "Life Is a Flower"

### Cruel Summer

#### USA och Brasilien
| Nr  | Titel                                             | Kompositör                                                               | Producer(s)                          | Längd |
| --- | ------------------------------------------------- | ------------------------------------------------------------------------ | ------------------------------------ | ----- |
| 1.  | Cruel Summer (Cutfather & Joe Mix)                | Sara Dallin, Siobhan Fahey, Keren Woodward, Anthony Swain, Steve Jolley  | Cutfather & Joe                      | 3:35  |
| 2.  | Donnie                                            | Jonas "Joker" Berggren                                                   | Ole Evenrude                         | 3:47  |
| 3.  | Whenever You're Near Me                           | Jonas "Joker" Berggren, Mike Chapman                                     | Ole Evenrude                         | 3:32  |
| 4.  | Everytime It Rains                                | Billy Steinberg, Rick Nowels, Maria Vidal                                | Cutfather & Joe                      | 4:52  |
| 5.  | Adventures In Paradise                            | Jonas Berggren (Co-Written by Joe Belmaati, Mich Hedin Hansen)           | Cutfather & Joe                      | 3:32  |
| 6.  | Don't Go Away                                     | Ulf "Buddha" Ekberg, John Ballard                                        | Charles Fisher, Ulf Ekberg           | 3:41  |
| 7.  | Cecilia                                           | Jonas Berggren                                                           | Ole Evenrude                         | 3:55  |
| 8.  | He Decides                                        | Jenny Berggren                                                           | Charles Fisher, Jonas Berggren       | 3:49  |
| 9.  | Always Have, Always Will                          | Jonas Berggren, Mike Chapman                                             | Ole Evenrude                         | 3:46  |
| 10. | Tokyo Girl                                        | Jonas Berggren, B. Steinberg, Ralph McCarthy                             | Johnny Jam & Delgado                 | 3:36  |
| 11. | Travel To Romantis (Love To Infinity Radio Remix) | Jonas Berggren                                                           | Jonas Berggren, Johnny Jam & Delgado | 3:27  |
| 12. | Cruel Summer (Blazin' Rhythm Remix)               | Sarah Dallin, Siobhan Fahey, Keren Woodward, Anthony Swain, Steve Jolley | Cutfather & Joe                      | 3:31  |

#### USA och Japan
1. "Cruel Summer (Cutfather & Joe Mix)"
2. "Donnie (Ole Evenrude Version)"
3. "Life Is a Flower"
4. "Everytime It Rains"
5. "Adventures in Paradise"
6. "Don't Go Away"
7. "Cecilia"
8. "He Decides (Fisher Mix)" (aka US Version)
9. "Always Have, Always Will (US Edit)"
10. "Tokyo Girl"
11. "Travel to Romantis (Love to Infinity Radio Remix)"
12. "Cruel Summer (Blazin' Rhythm Remix)"
13. "Dr. Sun"
14. "Into the Night of Blue"

- * annorlunda versioner än på Flowers.
- ** Whenever You're Near Me är USA-versionen av "Life Is a Flower". Arista Records trodde inte att "Life Is a Flower" skulle funka i USA så de bad Mike Chapman skriva om texten men man behöll musiken. Detta beslut gladde inte bandet.
- *** "Every Time It Rains" är exklusivt inspelad för USA-versionen och sjungs endast av Malin Berggren. Dock var detta också ett beslut av Arista Records att tvinga Ace of Base att spela in en låt som inte skrivits av bandet.

## Singlar
- "Life Is a Flower" (Europa + Japan)
- "Cruel Summer" (Världssingel)
- "Whenever You're Near Me" (USA, Kanada och Sydamerika)
- "Travel to Romantis" (Delar av Europa)
- "Always Have, Always" Will (Europa + Australien)
- "Every Time It Rains" (England)

Radiosinglar:
- "Donnie" (Japan)
- "Tokyo Girl" (Frankrike)
- "Cecilia" (Italien & Spanien)

## B-sidor
För första gången använde man sig av bonuslåtar på singlarna. Låtarna var inspelade för albumet men av olika skäl så nådde de inte riktigt ända fram.
- "No Good Lover" - en typisk Ace of Base-låt med reggaetrummor. Man kan hitta "No Good Lover" på de skandinaviska och asiatiska utgåvorna av singeln "Life Is a Flower".
- "Into the Night of Blue" - denna låt kan man hitta på den skandinaviska maxisingeln av "Cruel Summer". Den ligger också som en bonuslåt på den asiatiska utgåvan av albumet Cruel Summer samt på den engelska utgåvan av singeln "Every Time It Rains" (dock i en kortare version).
- "Love for Sale" - denna danslåt kan man hitta på Always Have, Always Will singeln.
- "Mercy Mercy" - kan man hitta på de tyska och engelska utgåvorna av singeln Always Have, Always Will.

## Demos
Följande låtar har spelats in till albumet, men ej släppts i något format:
- "End of This World"
- "Killer on the Rampage"
- "Kings & Queens"
- "Lapponia"
- "Hallo Hallo" (spelades in på nytt 1999 och kan hittas på samlingsalbumet Singles of the 90's)

## Listplaceringar
- Sverige #5
- Danmark #6
- Finland #2
- Norge #12
- Tyskland #3
- Schweiz #1
- Grekland #1
- Ungern #7
- Mexiko #8
- Brasilien #6
- Österrike #15
- Frankrike #16
- England #15
- Kanada #23
- Japan #14
- Spanien #38
- Holland #50
- USA #101

## Guld & Platina
- England - Silver (60 000)
- Sverige - Guld (40 000)
- Danmark - Guld (20 000)
- Kanada - Guld (50 000)
- Japan - Platina (140 000)
- Schweiz - Platina (40 000)
- Korea - Platina